# Mãnh Hoạch
Mãnh Hoạch (chữ Hán: 猛获; ? - 682 TCN) là tướng nước Tống thời Xuân Thu trong lịch sử Trung Quốc. Mãnh Hoạch là thuộc hạ của danh tướng Nam Cung Trường Vạn.

## Sự nghiệp
Năm 684 TCN, Tề sai sứ giả sang nước Tống xin chi viện và cùng nhau hợp sức đánh Lỗ. Tống Mẫn công muốn giao hảo với nước Tề nên chấp nhận cùng Tề đánh Lỗ, ông cử Nam Cung Trường Vạn làm chủ tướng, Mãnh Hoạch làm phó tướng mang quân đến Lang Thành và cùng Bào Thúc Nha đánh Lỗ. Nhưng liên quân lại Tề-Tống lại bị công tử Yển dùng mưu đánh bại. Nam Cung Trường Vạn và Mãnh Hoạch bị quân Lỗ vây, liền quyết chiến đấu đến cùng, nhưng sau khi thấy chủ tướng của mình bị bắt thì Mãnh Hoạch liền tháo chạy.
Về sau, do mâu thuẫn mà Nam Cung Trường Vạn giết chết Tống Mẫn công ở Mông Trạch, cả Cừu Mục lẫn Hoa Đốc cũng bị giết theo. Nam Cung Trường Vạn chủ trì đại cuộc, lập công tử Du lên ngôi. Công tử Ngự Thuyết trốn sang đất Bạc, Nam Cung Trường Vạn sai Nam Cung Ngưu và Mãnh Hoạch đến vây đất Bạc. Mùa đông, các công tử từ đất Tiêu tiến đánh giải vây cho đất Bạc, Nam Cung Ngưu bị giết, Mãnh Hoạch không biết làm sao nên đành phải trốn đến nước Vệ. Vệ Huệ công vì không muốn làm mất lòng nước Tống nên bắt trói Mãnh Hoạch trả về nước, sau đó cả ông và Nam Cung Trường Vạn đều bị người nước Tống xẻ thịt làm mắm.